# Учтепа (Джизакская область)
Учтепа (узб. Uchtepa / Учтепа) — городской посёлок (с 2009 года), административный центр Шараф-Рашидовского района Джизакской области Узбекистана.

## География
Расположен в нескольких километрах от железнодорожного разъезда №11 (на линии Сырдарьинская — Джизак).

## Население
| 1989 |
| ---- |
| 4824 |